# Arthur Ferreira dos Santos
Arthur Ferreira dos Santos (Curitiba, 7 de fevereiro de 1894 – Rio de Janeiro, novembro de 1972) foi um advogado, jornalista e político brasileiro.
Arthur dos Santos foi filho do prefeito de Curitiba Claudino Rogoberto Ferreira dos Santos e pai de Arthur Claudino Ferreira dos Santos, deputado federal eleito pela Arena em 1970.

## Biografia
Curitibano de nascimento, Arthur Ferreira dos Santos veio ao mundo numa quarta-feira, dia 7 de fevereiro de 1894. Filho do pernambucano Claudino Rogoberto Ferreira dos Santos e d. Elvira Branco dos Santos realizou seus estudos primários e secundários em escolas públicas da capital paranaense enquanto o curso superior foi realizado na Faculdade do Largo de São Francisco, em São Paulo, e ali bacharelou-se em Direito. Muito cedo ingressou na carreira pública, exercendo várias funções, como: curador de menores, chefe de polícia e promotor público.
Em 1932 participou, ativamente, na criação da seção Paraná da OAB(Ordem dos Advogados do Brasil). Em 15 de fevereiro deste ano e na condição de presidente do Instituto dos Advogados do Paraná, presidiu a reunião que criou a OAB/PR e definiu uma diretoria provisória. Em 30 de julho Arthur foi confirmado como 1° secretário na primeira eleição da "Ordem/PR". Nesta instituição foi presidente em quatro mandatos consecutivos, de 1939 a 1947, entregando o cargo em 20 de agosto de 1946 em função da sua candidatura ao senado.
A carreira política do Dr. Arthur iniciou-se em 1934 quando se candidatou para uma vaga na Câmara Federal. Eleito deputado, fez oposição a Getúlio Vargas e foi voto vencido em vários projetos do governo que permitiam a prisão de parlamentares, projetos estes, um prólogo da ditadura do Estado Novo que ocorreu em 1937 e dissolveu o parlamento. Mandato cassado, Dr. Arthur retornou para Curitiba e dedicou-se a advocacia, a AOB/PR e a ministrar aulas como professor catedrático na Universidade do Paraná na cadeira de Economia Política.
Restabelecido o regime democrático, em 1945 ajudou a criar a U.D.N. (União Democrática Nacional) e passou a ser um dos caciques políticos do partido no estado do Paraná. Em 1947 é eleito para o Senado Federal na coligação UDN-PSB-PTB-PRP com 73.837 votos. Este mandato encerrou-se em 1951 e tão logo saiu do Senado, ocupou uma cadeira na Câmara, como deputado federal, pois ganhou uma vaga nas eleições de 1951 e ocupou o cargo de 1951 a 1955.
Dr. Arthur Santos foi o autor do projeto de federalização da Universidade do Paraná. A instituição, que a partir de meados da década de 1940 foi reintegrada (a universidade tinha sida desmembrada em várias faculdades por força de lei) tornou-se a atual Universidade Federal do Paraná. Com projeto transformado em lei, a instituição reconheceu o esforço do Dr. Arthur e concedeu-lhe o título de Professor Benemérito da UFPR. Anos depois a Assembléia Legislativa do Paraná homenageou o ex-senador com o título de Cidadão Benemérito do Paraná pela sua dedicação e serviços para com o povo paranaense.
Na UDN foi presidente regional (Paraná) do partido e entre os anos de 1953 e 1955 foi o mandatário nacional da sigla.
Suas atuações políticas ultrapassaram as fronteiras do país e como Embaixador do Brasil junto a delegação que participou da IX Conferência Inter-Americana de Bogotá, Colômbia, ajudou na elaboração da carta máxima da O.E.A (Organização dos Estados Americanos), além de representar a nação em outras conferências internacionais.
No jornalismo, defendeu suas convicções e teses em inflamados artigos contra o absolutismo e as perseguições políticas. Colaborou em alguns periódicos e foi diretor do jornal "Diário da Tarde" de Curitiba.
Em 1954 tentou a reeleição para o Senado, porém, ficou em quarto lugar neste pleito e a convite de Café Filho, aceitou a nomeação para ocupar uma das diretorias do Banco do Brasil naquele ano. Nesta instituição atuou por quinze anos e além de diretor, representou a empresa na condição de advogado e ocupou a presidente do B.B., e foi neste cargo que se aposentou no final de década de 1960.
Arthur dos Santos pertenceu à Sociedade Brasileira de Direito Internacional e foi membro da Academia Paranaense de Letras, sendo o 2° ocupando da Cadeira N° 23 desta instituição.

### Falecimento e homenagem póstuma
Em novembro de 1972, na cidade do Rio de Janeiro, faleceu aos 78 anos de idade, em Telêmaco Borba, cidade que pertence ao seu estado natal, existe a Rua Senador Arthur Ferreira dos Santos que é uma referência a memória ao político e ilustre cidadão paranaense.